# Fanny Parks
Fanny Parks (* 8. Dezember 1794 in Conwy (Wales); † 21. Dezember 1875 in City of Westminster; auch Fanny Parkes Parlby) war eine britische Reiseschriftstellerin.

## Leben und Werk

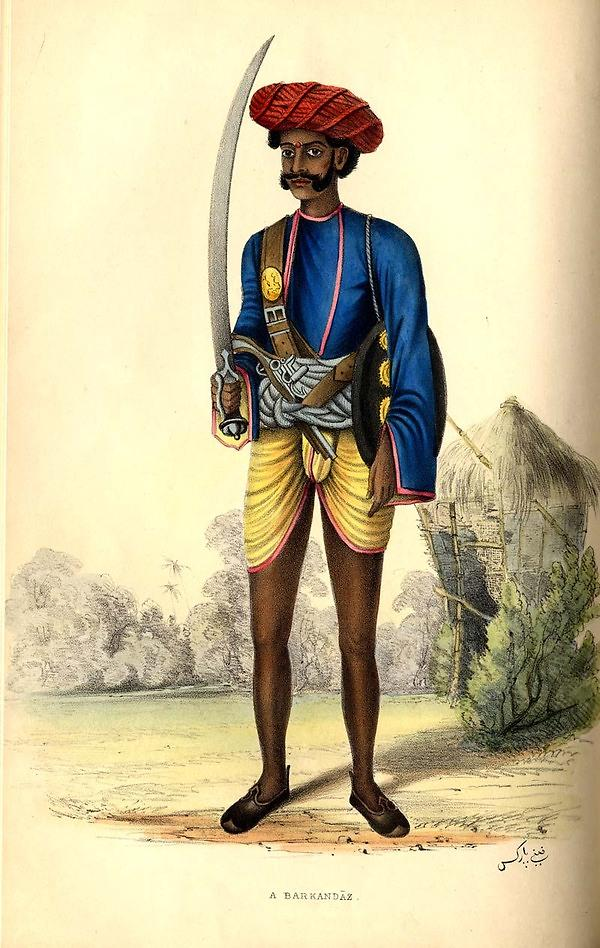
Ein Barkandaz oder Paik/Pyke, ein bewaffneter Dorfwächter oder Polizist; aus Fanny Parkes' Wanderings

Als Tochter eines Armeeoffiziers und Frau eines Regierungsbeamten lebte Fanny Parks 24 Jahre (1822–1846) in Allahabad/Indien und  durchreiste in dieser Zeit den Subkontinent zu Pferd und im eigenen Schiff kreuz und quer, da, wie sie sagte, ihr Mann „im indischen Winter unerträglich war“. Nach der Rückkehr in die Heimat (1850) veröffentlichte sie das ursprünglich für ihre Mutter bestimmte Reisetagebuch mit Skizzen.

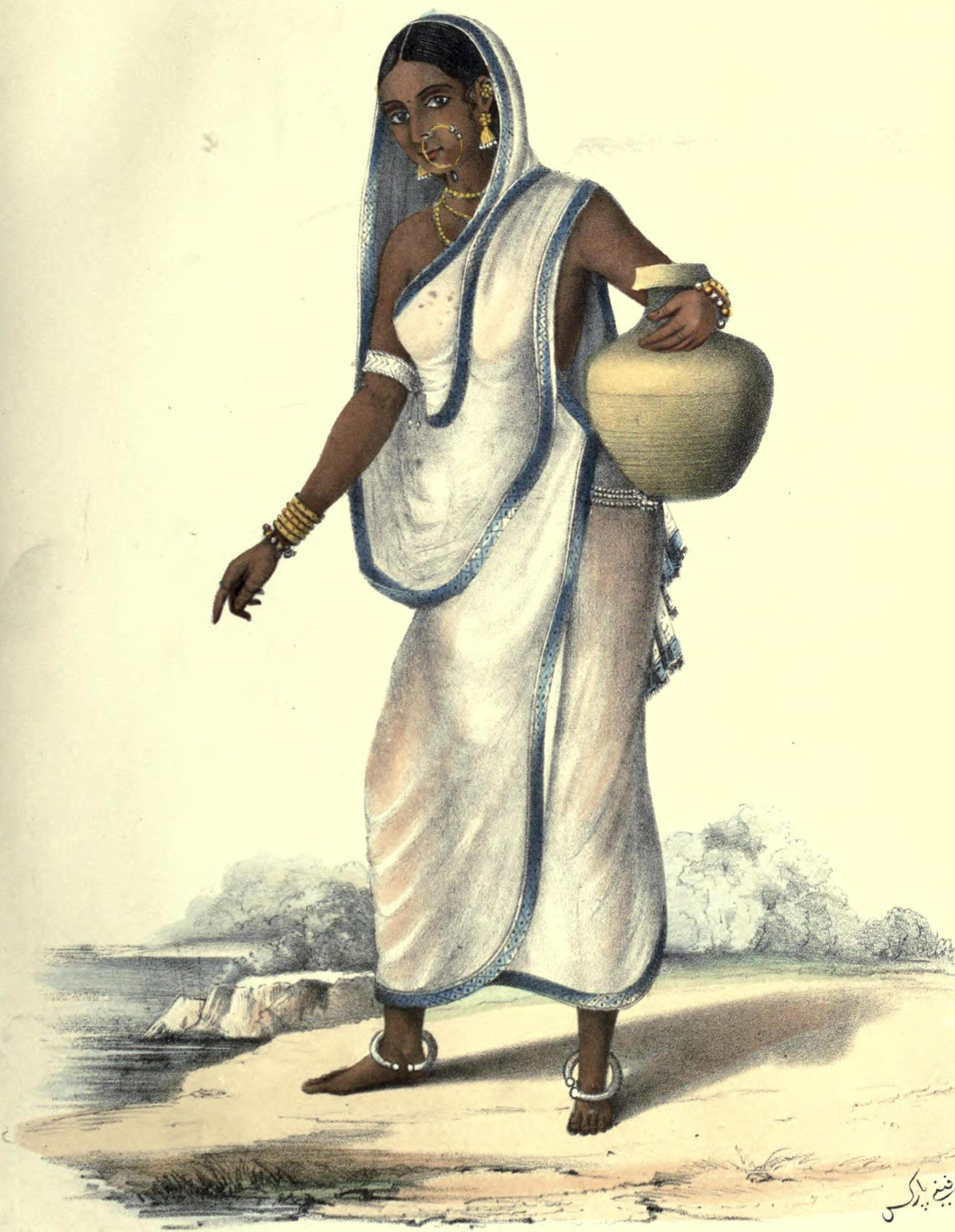
Eine Bengalin, aus Fanny Parkes' Wanderings

Die einstige Schönheit, die jedoch schon 1835 als „ungeheuer fett“ (Emily Eden) bezeichnet wurde, galt zwar als lebhaft, aber auch als exzentrisch. Sie spielte die Sitar, sprach und schrieb Urdu, die persisch beeinflusste Sprache Nordindiens, und stand der britischen Herrschaft kritisch gegenüber.
Bei ihrem Besuch bei dem britischen Beamten William Henry Sleeman in Jabalpur/Madhya Pradesh, Indien, wurde sie 1830 Zeuge, wie man die Leichen von Thag-Opfern in den Brunnen entdeckte und wie die Vernehmungen und Hinrichtungen abliefen. Sie besuchte 1844 auch den Tempel der Thags bei Mirzapur. Darüber hinaus zeichnete sie vor Ort Skizzen und kommentierte sie.
Ihr Buch, das ihr literarische Berühmtheit eintrug, ist „ein Festschmaus an Anekdoten, Geschichten, Beschreibungen und Einsichten“ und gibt unter anderem auch einen lebhaften Einblick in die den Männern normalerweise verschlossene Welt der indischen Frauen; sie ist daher auch ein Klassiker der Frauenliteratur.

## Zitate
- „Umherstreifen mit einem guten Zelt und einem guten Araberpferd – so kann man in Indien für alle Zeit glücklich sein!“ - Wanderings, Kapitel 51
- „Ein Träger sagte zu mir: ‚Sie können das Wasser hier nicht trinken. Haben Sie nicht gehört, wie der Kupfertopf unten im Brunnen – bump-bump – auf eine Leiche aufgeschlagen ist?‘“ Wanderings, Kapitel 13 (1830). - Die Thags warfen ihre Opfer im Norden des Landes oft in die Brunnenanlagen.